# واهان پوغوسیان
واهان رافیکی پوغوسیان (ارمنی: Վահան Ռաֆիկի Պողոսյան؛  زادهٔ ۲۰ اوت ۱۹۶۷) سیاستمدار، پزشک اهل ارمنستان است.

## زندگی‌نامه
وی در ۲۰ اوت ۱۹۶۷ در ایروان به دنیا آمد و از دانشگاه پزشکی دولتی ایروان فارغ‌التحصیل گشت. همچنین برندهٔ جوایزی همچون مدال مخیتار هراتسی (۲۰۱۴) شده است.

## یادداشت
1. ↑  բժշկական գիտությունների թեկնածու